# 津石客运专线
津石客运专线，也称津石城际铁路，是规划中连接天津市和河北省石家庄市的城际铁路。
2014年7月，石家庄市出台的《关于促进全市经济增长的政策措施》中，明确提出推进津石客运专线等高铁工程建设。